# National Board of Review Award alla miglior attrice non protagonista
Il National Board of Review Award alla miglior attrice non protagonista (National Board of Review Award for Best Supporting Actress) è un premio assegnato annualmente dal 1954 dai membri del National Board of Review of Motion Pictures alla miglior interprete femminile non protagonista di un film distribuito negli Stati Uniti nel corso dell'anno.

## Albo d'oro

### Anni 1950
- 1954: Nina Foch - La sete del potere (Executive Suite)
- 1955: Marjorie Rambeau - A Man Called Peter e Il treno del ritorno (The View from Pompey's Head)
- 1956: Debbie Reynolds - Pranzo di nozze (The Catered Affair)
- 1957: Sybil Thorndike - Il principe e la ballerina (The Prince and the Showgirl)
- 1958: Kay Walsh - La bocca della verità (The Horse's Mouth)
- 1959: Edith Evans - La storia di una monaca (The Nun's Story)

### Anni 1960
- 1960: Shirley Jones - Il figlio di Giuda (Elmer Gantry)
- 1961: Ruby Dee - Un grappolo di sole (A Raisin in the Sun)
- 1962: Angela Lansbury - Va' e uccidi (The Manchurian Candidate)
- 1963: Margaret Rutherford - International Hotel (The V.I.P.s)
- 1964: Edith Evans - Il giardino di gesso (The Chalk Garden)
- 1965: Joan Blondell - Cincinnati Kid (The Cincinnati Kid)
- 1966: Vivien Merchant - Alfie
- 1967: Marjorie Rhodes - Questo difficile amore (The Family Way)
- 1968: Virginia Maskell - Interludio (Interlude)
- 1969: Pamela Franklin - La strana voglia di Jean (The Prime of Miss Jean Brodie)

### Anni 1970
- 1970: Karen Black - Cinque pezzi facili (Five Easy Pieces)
- 1971: Cloris Leachman - L'ultimo spettacolo (The Last Picture Show)
- 1972: Marisa Berenson - Cabaret
- 1973: Sylvia Sidney - Summer Wishes, Winter Dreams
- 1974: Valerie Perrine - Lenny
- 1975: Ronee Blakley - Nashville
- 1976: Talia Shire - Rocky
- 1977: Diane Keaton - Io e Annie (Annie Hall)
- 1978: Angela Lansbury - Assassinio sul Nilo (Death on the Nile)
- 1979: Meryl Streep - Manhattan, La seduzione del potere (The Seduction of Joe Tynan) e Kramer contro Kramer (Kramer vs. Kramer)

### Anni 1980
- 1980: Eva Le Gallienne - Resurrection
- 1981: Mona Washbourne - Stevie
- 1982: Glenn Close - Il mondo secondo Garp (The World According to Garp)
- 1983: Linda Hunt - Un anno vissuto pericolosamente (The Year of Living Dangerously)
- 1984: Sabine Azéma - Una domenica in campagna (Un dimanche à la campagne)
- 1985: Anjelica Huston - L'onore dei Prizzi (Prizzi's Honor)
- 1986: Dianne Wiest - Hannah e le sue sorelle (Hannah and Her Sisters)
- 1987: Olympia Dukakis - Stregata dalla luna (Moonstruck)
- 1988: Frances McDormand - Mississippi Burning - Le radici dell'odio (Mississippi Burning)
- 1989: Mary Stuart Masterson - Legami di famiglia (Immediate Family)

### Anni 1990
- 1990: Winona Ryder - Sirene (Mermaids)
- 1991: Kate Nelligan - Paura d'amare (Frankie and Johnny)
- 1992: Judy Davis - Mariti e mogli (Husbands and Wives)
- 1993: Winona Ryder - L'età dell'innocenza (The Age of Innocence)
- 1994: Rosemary Harris - Tom & Viv - Nel bene, nel male, per sempre (Tom & Viv)
- 1995: Mira Sorvino - La dea dell'amore (Mighty Aphrodite)
- 1996: Juliette Binoche e Kristin Scott Thomas - Il paziente inglese (The English Patient)
- 1997: Anne Heche - Donnie Brasco e Sesso & potere (Wag the Dog)
- 1998: Christina Ricci - The Opposite of Sex - L'esatto contrario del sesso (The Opposite of Sex)
- 1999: Julianne Moore - Magnolia, La mappa del mondo (A Map of the World) e Un marito ideale (An Ideal Husband)

### Anni 2000
- 2000: Lupe Ontiveros - Chuck & Buck
- 2001: Cate Blanchett - The Man Who Cried - L'uomo che pianse (The Man Who Cried), The Shipping News - Ombre dal profondo (The Shipping News) e Il Signore degli Anelli - La Compagnia dell'Anello (The Lord of the Rings: The Fellowship of the Ring)
- 2002: Kathy Bates - A proposito di Schmidt (About Schmidt)
- 2003: Patricia Clarkson - Schegge di April (Pieces of April) e Station Agent (The Station Agent)
- 2004: Laura Linney - Kinsey
- 2005: Gong Li - Memorie di una geisha (Memoirs of a Geisha)
- 2006: Catherine O'Hara - For Your Consideration
- 2007: Amy Ryan - Gone Baby Gone
- 2008: Penélope Cruz - Vicky Cristina Barcelona
- 2009: Anna Kendrick - Tra le nuvole (Up in the Air)

### Anni 2010
- 2010: Jacki Weaver - Animal Kingdom
- 2011: Shailene Woodley - Paradiso amaro (The Descendants)[1]
- 2012: Ann Dowd - Compliance[2]
- 2013: Octavia Spencer - Fruitvale Station[2]
- 2014: Jessica Chastain - 1981: Indagine a New York (A Most Violent Year)[3]
- 2015: Jennifer Jason Leigh - The Hateful Eight[4]
- 2016: Naomie Harris - Moonlight[5]
- 2017: Laurie Metcalf - Lady Bird[6]
- 2018: Regina King - Se la strada potesse parlare (If Beale Street Could Talk)[6]
- 2019: Kathy Bates - Richard Jewell[7]

### Anni 2020
- 2020: Yoon Yeo-jeong - Minari[8]
- 2021: Aunjanue Ellis - Una famiglia vincente - King Richard (King Richard)[9]
- 2022: Janelle Monáe - Glass Onion - Knives Out (Glass Onion: A Knives Out Mystery)[10]
- 2023: Da'Vine Joy Randolph - The Holdovers - Lezioni di vita (The Holdovers)[11]
- 2024: Elle Fanning – A Complete Unknown[12][13]